# روبرت كوغان (معلم موسيقى)
روبرت كوغان (بالإنجليزية: Robert Cogan)‏ هو معلم موسيقى وملحن أمريكي، ولد في 1930.

## وصلات خارجية
- روبرت كوغان على موقع ميوزك برينز (الإنجليزية)
- روبرت كوغان على موقع ديسكوغز (الإنجليزية)